# Uniwersytet Salfordzki
Uniwersytet Salfordzki (ang. University of Salford, oficjalna nazwa: University of Salford Manchester) – brytyjski uniwersytet publiczny znajdujący się w mieście Salford, w północno-zachodniej Anglii, utworzony w 1967 roku. Główny kampus uczelni, ulokowany wzdłuż brzegów rzeki Irwell, znajduje się około 2,4 km od centrum Manchesteru, w okolicy domu zamieszkiwanego niegdyś przez fizyka angielskiego Jamesa Joule’a.

## Historia
Uniwersytet istniał początkowo jako Królewski Instytut Techniczny (Royal Technical Institute, Salford), powstały w 1896 z połączenia Salford Working Men’s College (istniejącego od 1858) oraz Pendleton Mechanics Institute (założonego w 1850). Instytut uzyskał królewski patronat (royal charter), a w ceremonii jego otwarcia uczestniczył książę Yorku, Jerzy Fryderyk Koburg, zasiadający później na tronie brytyjskim jako Jerzy V. W 1921 zmieniono jego nazwę na Royal Technical College, Salford. W wyniku reformy szkolnictwa wyższego, zapoczątkowanej przez rząd brytyjski w 1963, uczelnia uzyskała status uniwersytetu. Formalnie nastąpiło to 10 lutego 1967 i od tej chwili istnieje ona pod obecną nazwą. Pierwszym kanclerzem uniwersytetu został Filip Mountbatten, książę Edynburga, mąż królowej Elżbiety II.

### Lista dotychczasowych kanclerzy
- JKW Filip, książę Edynburga (1967–1991)
- Sarah, księżna Yorku (1991–1995)
- Walter Bodmer (1995–2005)
- Martin Harris (2005–2009)
- Irene Khan (2009–2014)[2]
- Jackie Kay (od 2014)

## Jednostki organizacyjne

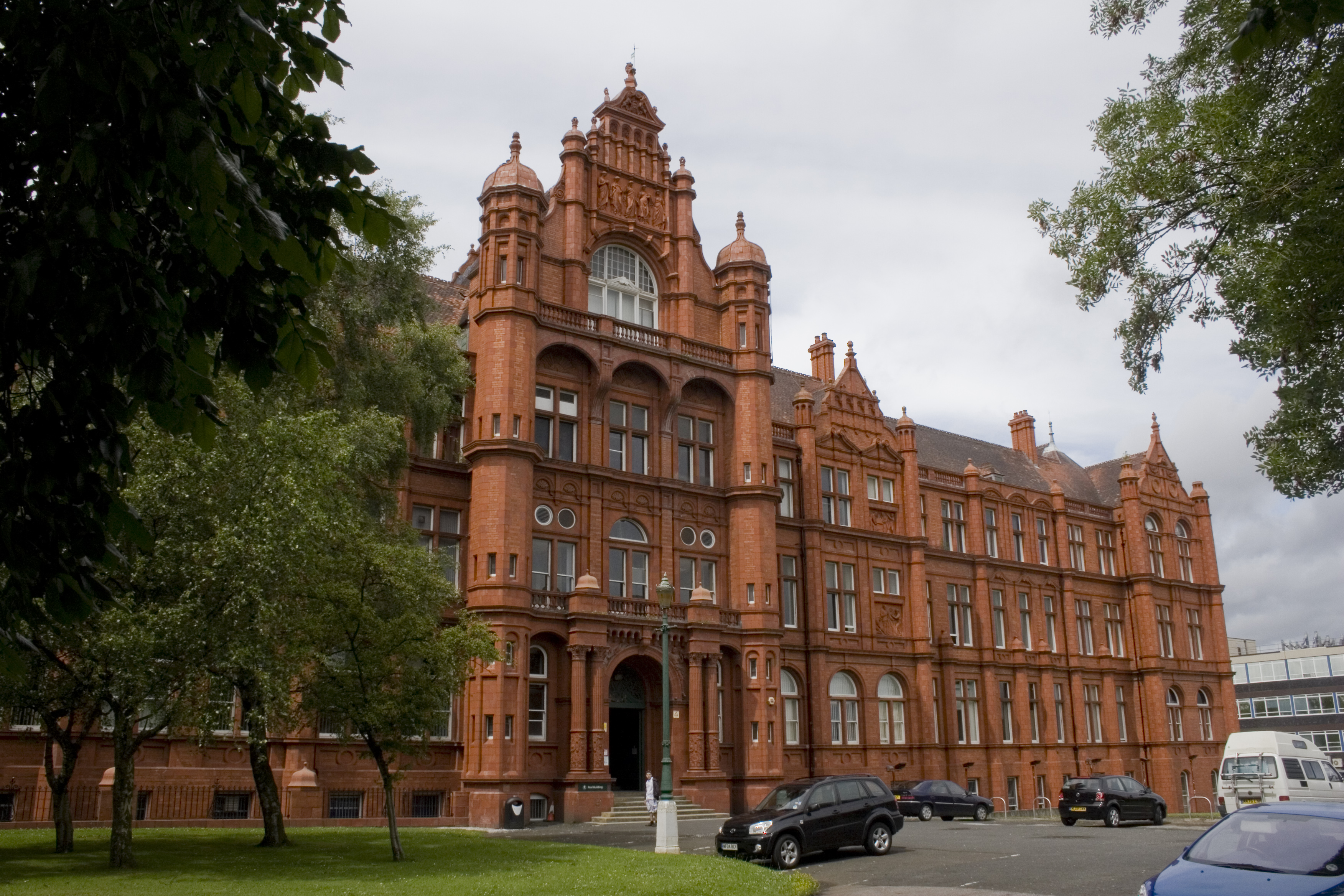
The Peel Building

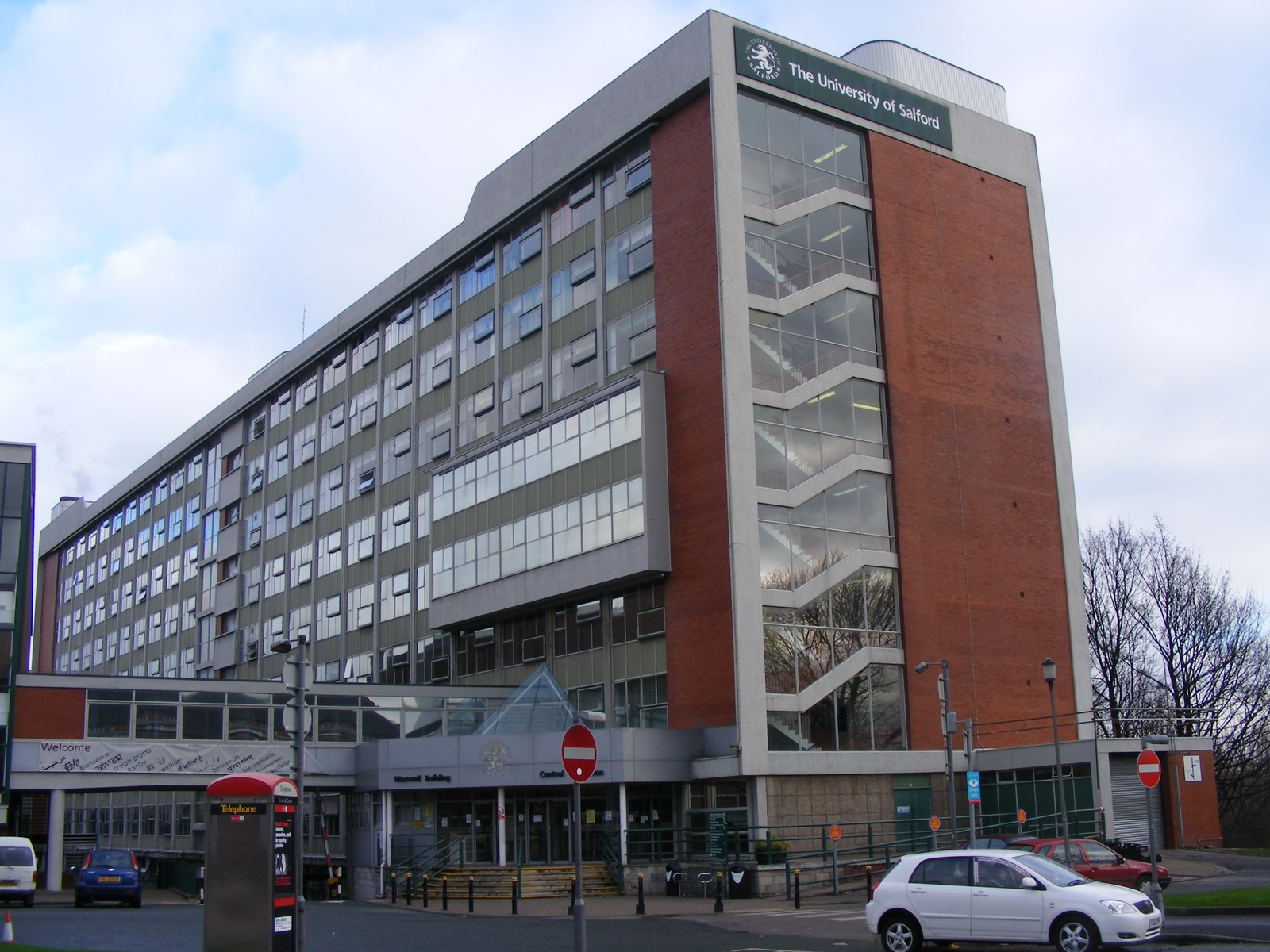
The Maxwell Building na skraju kampusu Peel Park

Uczelnia podzielona jest na cztery wydziały, które kolei dzielą się na szkoły:

- Wydział Sztuk Pięknych, Mediów i Nauk Społecznych
  - Szkoła Sztuki i Wzornictwa
  - Szkoła Języka Angielskiego, Socjologii, Politologii i Historii Nowożytnej
  - Szkoła Języków Obcych
  - Szkoła Mediów i Sztuk Audiowizualnych
- Wydział Finansów, Prawa i Urbanizacji
  - Szkoła Urbanizacji
  - Szkoła Ekonomii
  - Szkoła Prawa
  - Szkoła Biznesu
- Wydział Zdrowia i Opieki Społecznej
  - Szkoła Spraw Społecznych, Psychologii i Zdrowia Publicznego
  - Szkoła Zdrowia, Spotu i Rehabilitacji
  - Szkoła Pielęgniarstwa i Położnictwa
- Wydział Nauk Ścisłych, Inżynierii i Środowiska Naturalnego
  - Szkoła Informatyki, Nauk Ścisłych i Inżynierii
  - Szkoła Środowiska Naturalnego i Nauk o Życiu

## Znani absolwenci
- Ben Kingsley – aktor filmowy i teatralny
- Christopher Eccleston – aktor filmowy i teatralny
- Jim Sturgess – aktor telewizyjny i filmowy
- Robert Lomas – pisarz